# منگو
منگو (به انگلیسی: MANGO) شرکت پوشاک اسپانیایی است، که در سال ۱۹۸۴ توسط ایزاک اندیک در شهر بارسلونا، تأسیس شد. این شرکت هم‌اکنون مالک شبکه‌ای از ۲ هزار فروشگاه در سراسر جهان می‌باشد.

## درآمد سالیانه
منگو در سال ۲۰۰۹ با گردش مالی ۴۸۰٫۱ میلیون یورو تبدیل به یکی از برترین فروشگاه‌های زنجیره‌ای خرده فروشی شد در حالی که این رقم به استثنای مالیات بر ارزش افزوده تنها از فروشگاه‌های تحت مالکیت و همچنین فروشگاه‌هایی که صاحب امتیاز آنهاست کسب شده بود.

## پوشاک مردانه
منگو در سال ۲۰۰۸ خط تولید لباس‌های مردانه خود را با نام هومینی امریتو راه اندازی کرد که هدف از راه اندازی این خط تولید جلب نظر مردان جوانی بود که به روند مد روز دنیا اهمیت می‌دهند.

## حامیان
چهره‌ای که این شرکت برای تبلیغ پوشاک مردانهٔ خود به عنوان مدل انتخاب کرد جرارد پیکه فوتبالیست اسپانیایی‌تبار است.
از پاییز سال ۲۰۱۱ کیت موس مدل انگلیسی‌تبار مدل جدید منگو شده‌است، او در سال ۲۰۱۲ مقام دوم مجلهٔ فوربس را برای بالاترین درآمد مدلینگ بدست آورد، رقمی که برای درآمد او تخمین زده می‌شود حدود ۳ میلیون دلار در سال است.

## محصولات
از سال ۲۰۰۸ منگو با افتتاح خط تولید پوشاک مردانه کار خود را بسط داد و در حال حاضر محصولات آن شامل انواع کت و جلیقه و ژاکت‌های پشمی مردانه و زنانه، شلوار، کیف و کفش و کمربند، کراوات و دستمال گردن و شال و محصولات چرمی، عینک آفتابی و کلاه و دستکش، زیورآلات و دامن و پیراهن و تاپ و تی شرت و چتر برای زنان است. امروزه خط تولید عطر منگو متعلق به کمپانی پوچ است.

## نمایندگی‌ها
تعداد شعبه‌های منگو تا اکتبر ۲۰۱۶ به شرح ذیل بوده‌است:
| آفریقا: - سنگال: 1 | آمریکا: - شیلی: 39 - پرو: 35 - مکزیک: 28 - کلمبیا: 26 - ایالات متحده آمریکا: 6 - ونزوئلا: 5 - گواتمالا: 4 - آرژانتین: 3 - کاستاریکا: 3 - اکوادور: 3 - دومینیکن: 2 - هندوراس: 2 - آروبا: 1 - برمودا: 1 - کانادا: 1 - کوبا: 1 - کوراسائو: 1 - السالوادور: 1 - جزیره گوادلوپ: 1 - مارتینیک: 1 - نیکاراگوئه: 1 - پاناما: 1 | آسیا-اقیانوسیه: - سری‌لانکا: 1 | اروپا: - مولدووا: 1 |

منگو در سال ۲۰۱۰ تنها ۴۰۰ مرکز فروش جدید در سراسر دنیا افتتاح کرد و همچنین در نظر داشت در سال ۲۰۱۱ به ازای هر روز سال، یک شعبهٔ جدید باز کند.

### نمایندگی‌های ایران
شرکت منگو همچنین در ایران در شهرهای تهران، کرج، تبریز، مشهد، شیراز، اصفهان و جزیره کیش، دارای شعبهٔ رسمی است

## دعاوی
در سال ۲۰۱۲ کمپانی منگو از آن سیسیل کوئتیل مالک برند ولوتاین شکایتی دریافت کرد مبنی بر اینکه دو مدل از کیف‌های دستی خود را از طرح وی دزدیده‌است، با وجود این شباهت او دعوی را در دادگاه از دست داد و مجبور به پرداخت جریمه‌ای بیش از ۶۰۰۰ یورو به منگو شد، کوئنتیل در وبلاگ شخصی خود ادعا کرد که می‌خواهد علیه این حکم ناعادلانه درخواست دادگاه تجدید نظر بدهد همچنین منگو نیز به این ادعا در صفحهٔ طرفداران خود در فیس بوک واکنش نشان داد.